# シロカツオドリ属
シロカツオドリ属（シロカツオドリぞく、学名：Morus）は、カツオドリ目カツオドリ科に属する鳥類。

## 種
2014年現在、シロカツオドリ属は、3種: 
シロカツオドリ属 Morus
- Morus bassanus　シロカツオドリ　Northern gannet
- Morus capensis ケープシロカツオドリ　Cape gannet
- Morus serrator　オーストラリアシロカツオドリ　Australasian gannet